# 中和鎮 (瀏陽市)
中和鎮（ちゅうわちん）は中華人民共和国湖南省長沙市瀏陽市の鎮。

## 行政区画
- 蒼坊社区（蒼坊社区、小江村を母体に新制「蒼坊社区」として発足。)
- 雅山社区（雅山社区、丁字橋村を母体に新制「雅山社区」として発足。）
- 江河村
- 清江村
- 中和村
- 長安村
- 山棗潭村[4]

## 歴史
東漢建安十四年（206年）、中和地区は劉陽（臨湘県）の管轄に属する。
宋代徳佑年間、モンゴル兵は南宋に侵入する、現地の民衆は虐殺に虐殺された。
清代康熙十四年（1675年）正月、八旗軍に追われ呉三桂、地元の人を避けるために戦乱で、故郷から脱出。
1956年6月、清溪郷、中和郷を母体に新制「中和郷」として発足。
1958年8月、山棗郷、岩前郷と合併して文家市群力人民公社が発足。
1961年3月、中和人民公社に分離。
1981年、「中和郷」に復名。
1995年、山棗郷、中和郷を母体に新制「中和郷」として発足。
2000年、中和鎮に昇格。

## 経済

### 名物・特産品

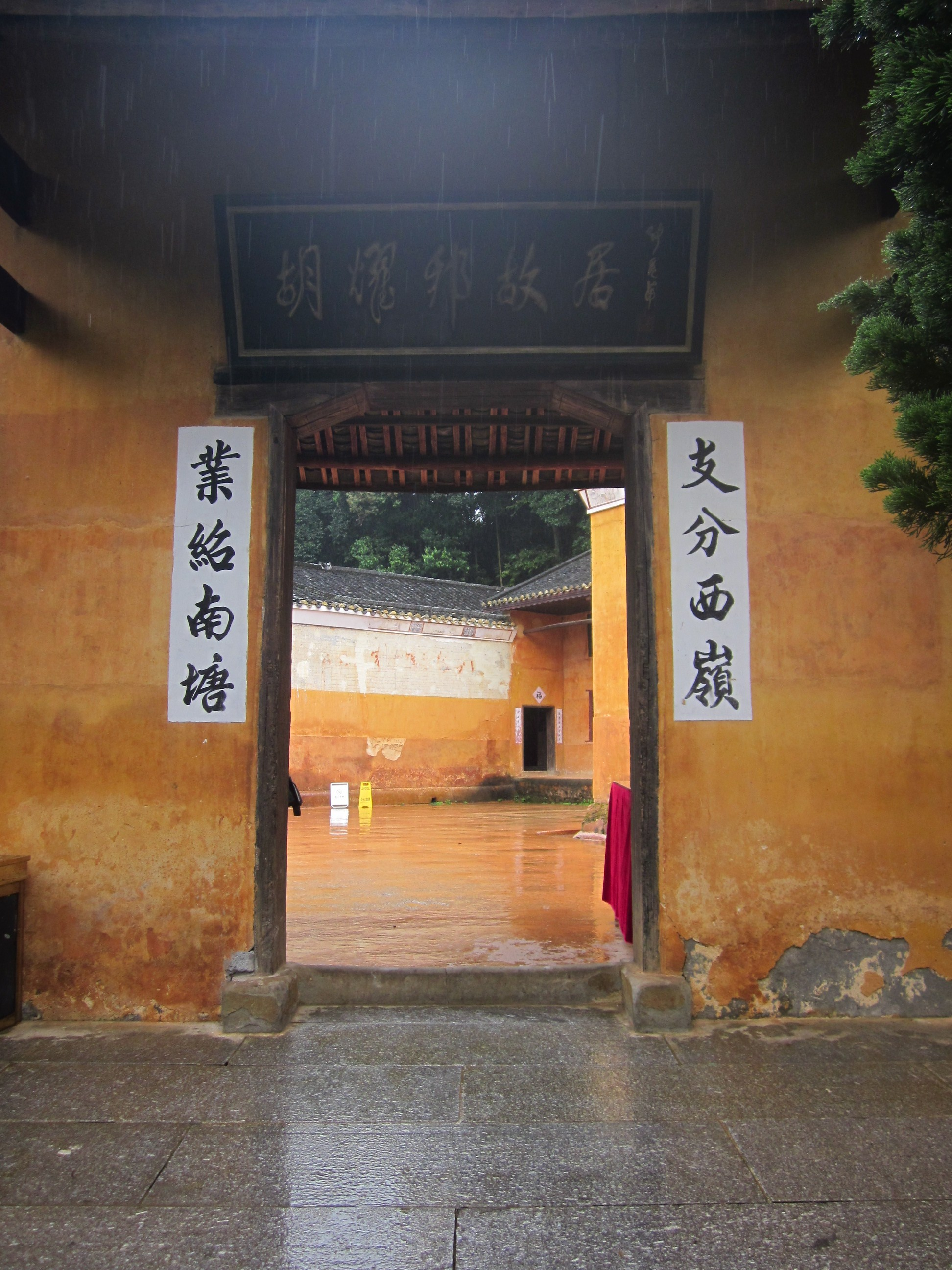
胡耀邦故居

- クリ
- 竹
- 生薬
- 油茶（英語版）
- イノシシ
- ヤギ
- タングステン
- 銅
- モリブデン
- 灰緑炭
- 花崗岩

## 地理
中和鎮は瀏陽市の南東部に位置し、北は永和鎮と、東及び南東は文家市鎮と、西は高坪鎮、澄潭江鎮とそれぞれ接している。
- 山：竜王排（標高886メートル）
- ダム湖：清江水庫

## 教育
- 中和中学

## 交通

### 道路
- 県道：文中線、文山線、山雅線、雅丁線、文蒼線、楼丁線

## 観光
- 九峰寺
- 清風亭
- 文峰塔
- 七級飛来石
- 胡耀邦故居

## 出身有名人
- 胡耀邦：元中共中央総書記。